# (10380) Berwald
Pour les articles homonymes, voir Berwald.
(10380) Berwald est un astéroïde de la ceinture principale.

## Description
(10380) Berwald est un astéroïde de la ceinture principale. Il fut découvert le 8 août 1996 à La Silla par Eric Walter Elst. Il présente une orbite caractérisée par un demi-grand axe de 2,84 UA, une excentricité de 0,05 et une inclinaison de 2,9° par rapport à l'écliptique.

## Compléments